# Incendios forestales en Grecia de 2023
Los incendios forestales de Grecia de 2023 son los múltiples incendios forestales en curso en Grecia que comenzaron en julio del 2023. Mataron a una persona e hirieron a más de 20, y quemaron docenas de áreas en partes de Grecia, con más de 80 incendios forestales registrados.  79 personas fueron arrestadas por incendiarios.
Hubo temperaturas máximas que alcanzaron los 41.0 °C y se espera que las máximas alcancen los 45.0 °C en Rodas.  Los meteorólogos sugieren que la ola de calor actual que azota a Grecia será la más larga de su historia, con una duración de entre 16 y 17 días, superando la ola de calor de 1987. También se espera que sea el julio más caluroso registrado en más de 50 años.
Tras una serie de olas de calor e incendios forestales en Europa, los incendios forestales en Grecia comenzaron el 17 de julio de 2023. El gobierno griego estableció una Unidad de Gestión de Crisis para responder a la situación.
Desde el 18 de julio, ha estado en curso un incendio forestal en la isla griega de Rodas, lo que provocó la evacuación de cuatro lugares, incluidos dos balnearios. Aproximadamente 2.000 personas, incluidos turistas, fueron evacuadas de forma segura por mar, lo que representa menos del 10% de los alojamientos turísticos de la isla, según el portavoz del departamento de bomberos.

## Impacto por área

### Ática
Tres grandes incendios forestales estallaron en el área de Ática el 17 de julio. Las autoridades griegas ordenaron a los aldeanos que evacuaran sus hogares en el sur de Atenas. El 20 de julio, los incendios forestales se habían reavivado en Atenas como resultado del viento que obligó a evacuar la ciudad.

### Corfú
El 23 de julio, se ordenaron evacuaciones masivas en Corfú luego de importantes incendios forestales en la isla.
A las personas de Rou, Katavolo, Kentroma, Tritsi, Kokokila, Sarakiniatika, Plagia, Kalami, Vlachatika y Kavalerena se les dijo que evacuaran y se trasladaran a Ipsos, mientras que a las personas de Viglatouri y Nisaki se les aconsejó que evacuaran a Barbati.

### Eubea
En Karystos, las llamas alcanzaron una altura de 20 metros (66 pies) y el alcalde pidió un mayor uso de vehículos aéreos en las operaciones de extinción. Se informó que un hombre murió por un golpe de calor como resultado de los incendios forestales en la isla de Evia.

### En la isla de Rodas
La isla de Rodas sufrió múltiples incendios forestales que provocaron la evacuación por tierra y mar de más de 19.000 personas.  Se enviaron alertas de emergencia a los residentes de la isla para advertirles sobre los incendios forestales y evacuar.
El departamento de bomberos de Rodas declaró que los incendios allí provocaron la "operación de evacuación más grande" jamás realizada en la isla, y el departamento de bomberos utilizó 10 aviones de extinción de incendios, ocho helicópteros de extinción de incendios, más de 260 bomberos, 49 camiones de bomberos y cientos de voluntarios, entre otros, para hacer frente al incendio en la isla.
El 23 de julio de 2023, se anunció que 1.200 personas más serían evacuadas de las aldeas de Pefki, Lindos y Kalathos. Los vuelos a Rodas de la empresa británica de viajes combinados Jet2.com se cancelaron hasta el 30 de julio del 2023 y desde TUI hasta el 26 de julio del 2023.

## Ayuda internacional
La Unión Europea anunció que se desplegarán más de 450 bomberos y siete aviones para ayudar en la situación en Grecia con 81 bomberos, 26 vehículos y tres aviones ayudando específicamente en la situación en Rodas.
El 23 de julio, en respuesta a los incendios forestales en Rodas, el gobierno del Reino Unido anunció que desplegaría un Equipo de Despliegue Rápido, formado por personal de respuesta para apoyar a los ciudadanos británicos en la isla, con base en el Aeropuerto Internacional de Rodas.

### Bulgaria
Bulgaria desplegó 70 bomberos con 14 vehículos para ayudar a Grecia.

### Croacia
Croacia desplegó un avión de extinción de incendios como parte de la asistencia de la UE.

### Egipto
Se desplegaron tres helicópteros de extinción de incendios desde Egipto.

### Francia
Francia envió dos aviones de extinción de incendios.

### Israel
Israel envió dos aviones de extinción de incendios para ayudar a combatir el fuego.

### Italia
Italia envió dos aviones de extinción de incendios como refuerzos.

### Jordania
Jordania envió cuatro helicópteros de extinción de incendios a Grecia.

### Malta
Malta envió 20 bomberos a Grecia. Esta fue la primera vez que Malta envió bomberos al extranjero.

### Polonia
Polonia desplegó 149 bomberos, junto con 49 vehículos de extinción de incendios.

### Rumania
Rumanía envió 130 bomberos, con 25 vehículos de extinción de incendios, desplegados junto a sus homólogos griegos.

### Eslovaquia
Se desplegaron 31 bomberos, junto con 15 vehículos de extinción de incendios, desde Eslovaquia.

### Turquía
Turquía envió dos aviones de extinción de incendios y un helicóptero a petición del presidente.

### España
España envió dos aviones anfibios Canadair (Canadair_CL-215 y Bombardier_415) del 43_Grupo del Ejército del Aire y del Espacio

## Reacciones
El primer ministro griego, Kyriakos Mitsotakis, agradeció a las agencias europeas de protección civil por su ayuda para ayudar en la situación.

## Galería

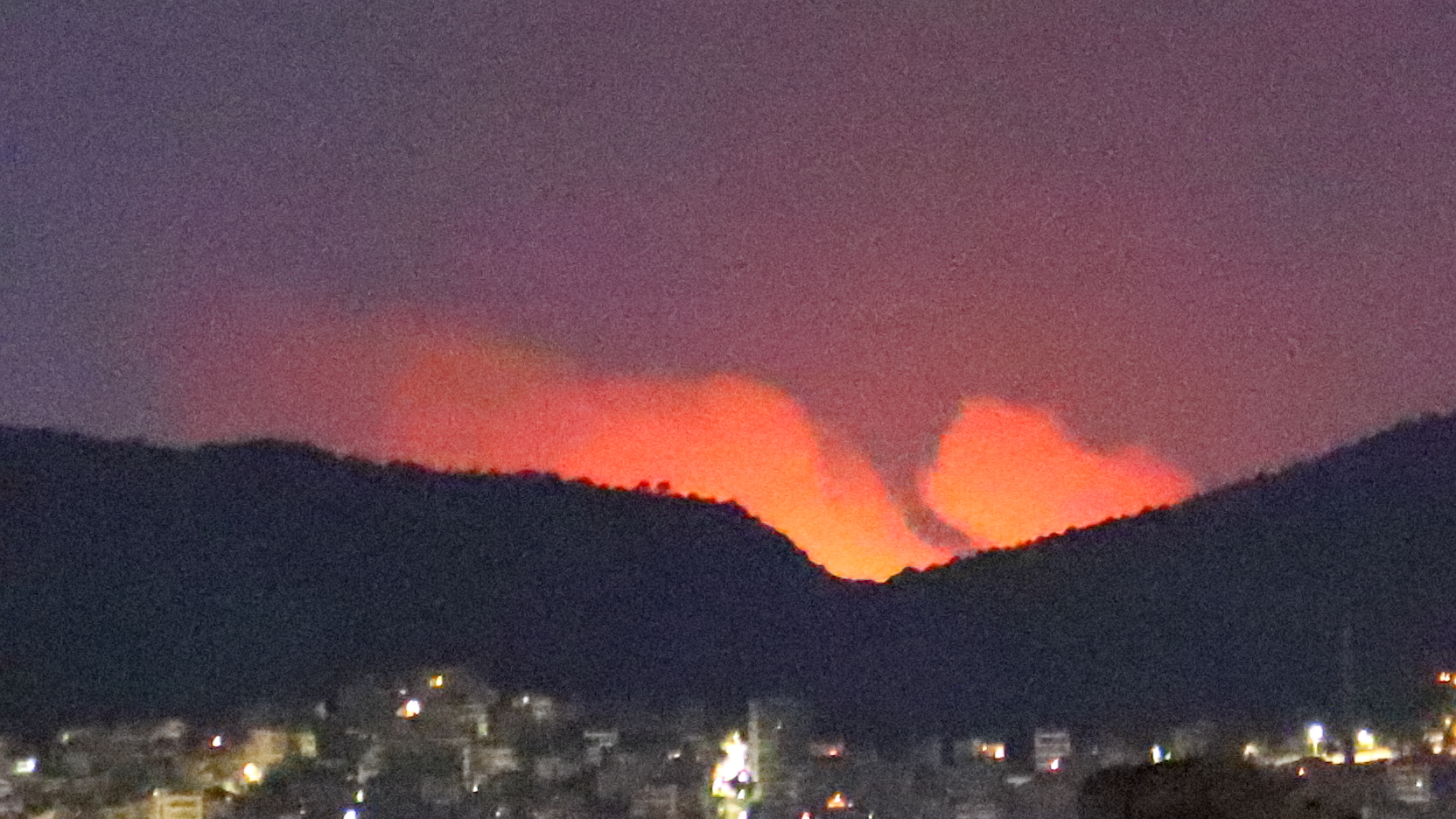
Incendio de Drevenochoria visto desde Ilion, aproximadamente a las 2 de la mañana del 18 de julio. Estas no son llamas sino el resplandor del fuego debido a la configuración de la cámara. El fuego está detrás de las montañas.
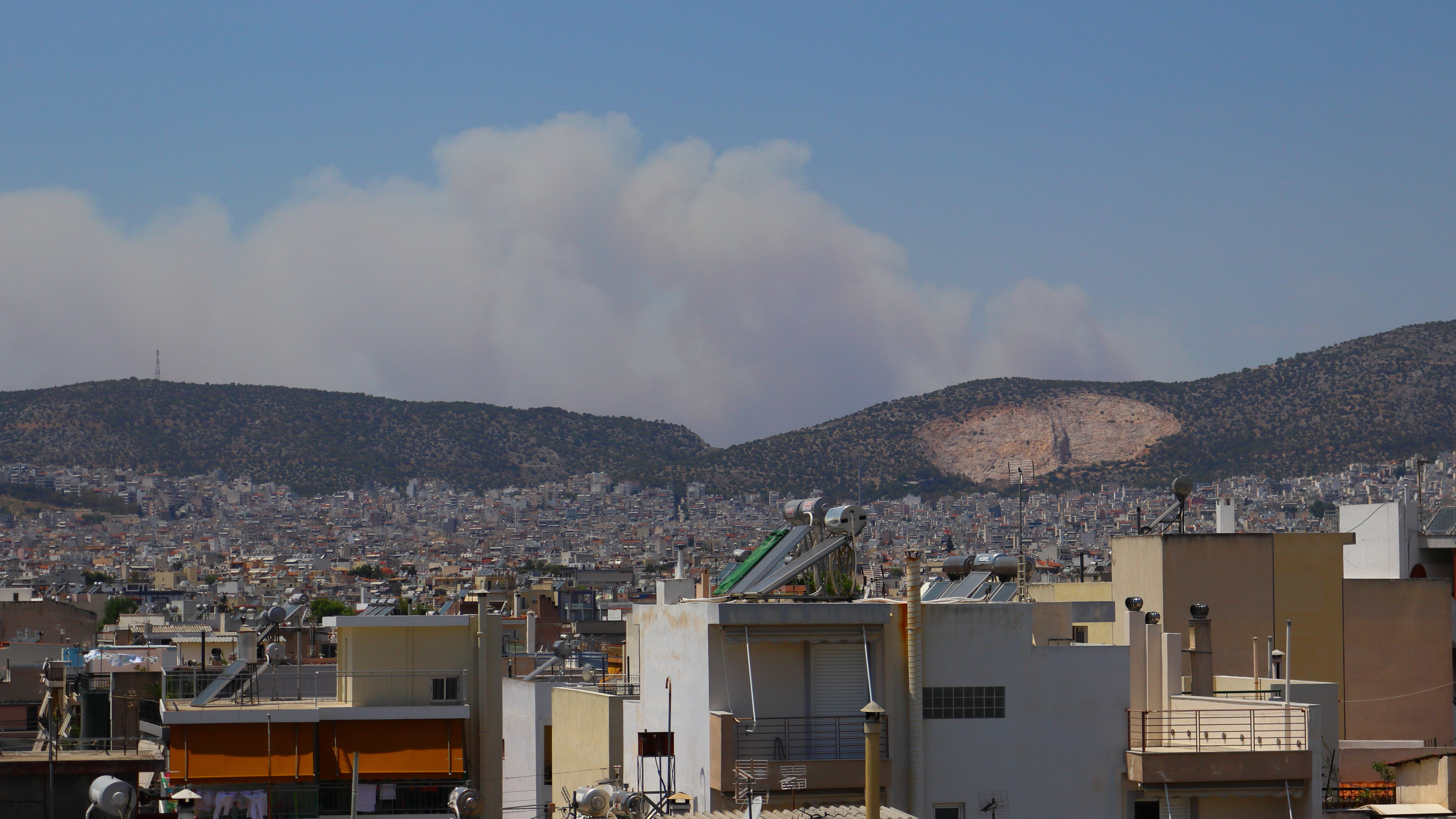
Nube de humo del incendio de Dervenochoria visto desde Ilion a las 2:20 p. m. del 18 de julio del 2023.
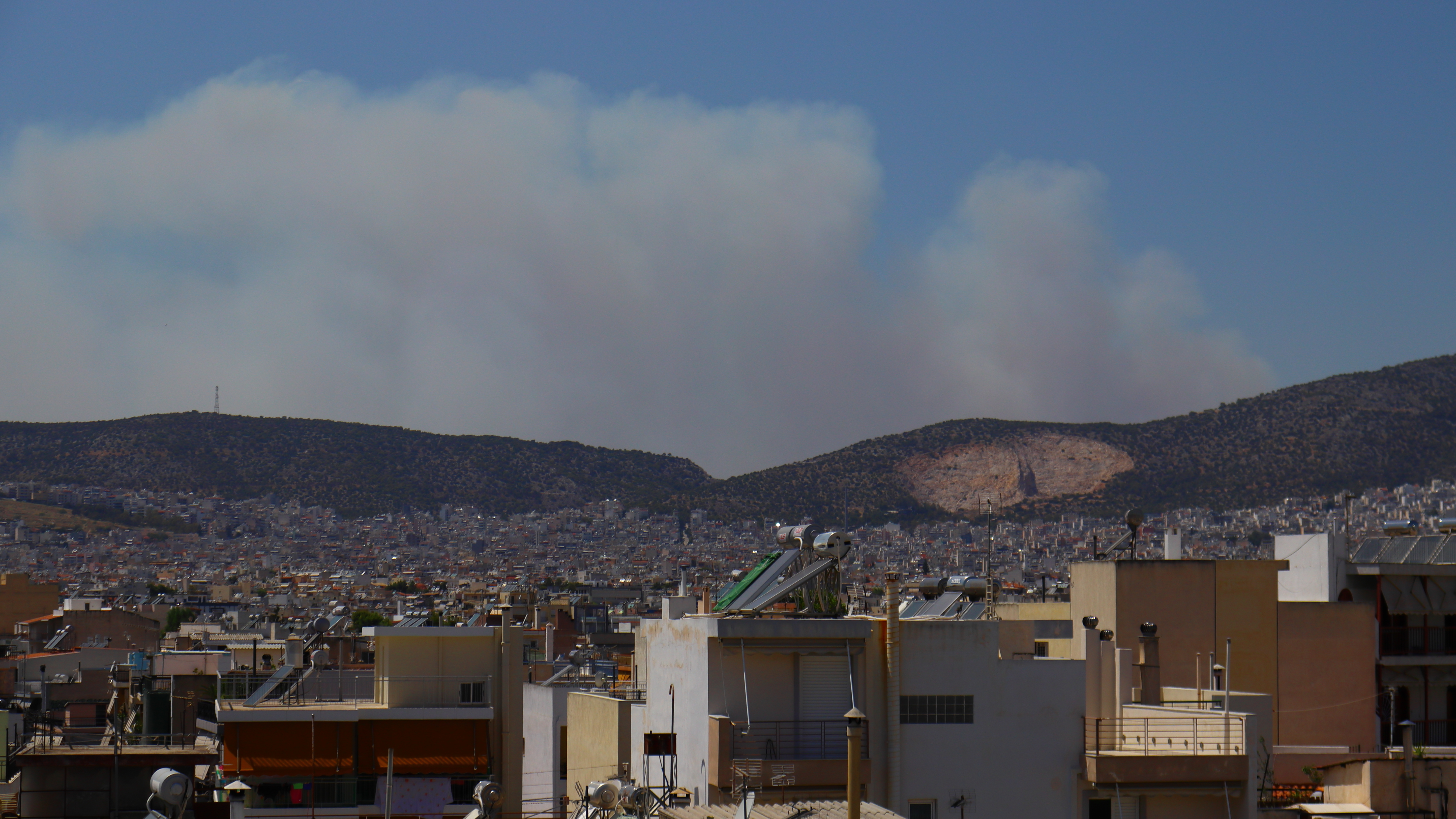
Nube de humo del incendio de Drevenochoria visto a las 2:40 p. m. del 19 de julio de 2023 desde Ilion.